# Knezi
Knezi je hrvatska plemićka obitelj iz Bačke.
Prvi oblik prezimena je Knezović, a potječu iz Požeško-virovitičke županije. Među njima su obitelji: Knezi, Ivanković, Prćić, Adamović, Radić, Mandić, Kovačić, Martinković, Šoštarić, Tomašić. Status plemića dobili su 1446. godine, za vladavine Matije Korvina. Spominju se poslije kao Knezi alias de Semenović, Knezy alias Szemenovics, Semenović, de Semenović, Knezović, Knežević, Knezi i Knezy.
Hrvatska obitelj Knezi u Bačkoj spada u prvu skupinu hrvatskog plemstva u Bačkoj. To su obitelji koje su plemstvo zadobile od 1446. do 1688. godine. Među njima su obitelji: Knezi, Ivanković, Prćić, Adamović, Radić, Mandić, Kovačić, Martinković, Šoštarić, Tomašić.